# Trogoderma granarium
Trogoderma granarium is een keversoort uit de familie spektorren (Dermestidae). De wetenschappelijke naam van de soort werd in 1898 gepubliceerd door Everts.
Deze kever wordt ook khaprakever genoemd. Trogoderma granarium is een erg schadelijk insect en brengt veel schade toe aan graanvoorraden in de tropen en subtropen, en is door de internationale handel ook in andere landen (waaronder Europese) ingevoerd.